# Marija Pinigina
Marija Džumabajevna Kulčunova-Pinigina (rusko Мария Джумабаевна Кульчунова-Пинигина), kirgiška atletinja, * 9. februar 1958, Ivanovka, Sovjetska zveza.
Nastopila je na olimpijskih igrah leta 1988 in tam osvojila naslov olimpijske prvakinje v štafeti 4×400 m. Na svetovnih prvenstvih je osvojila srebrno in bronasto medaljo v štafeti 4×400 m ter bronasto medaljo v teku na 400 m, na evropskih prvenstvih srebrno medaljo v štafeti 4×400 m leta 1978, na evropskih dvoranskih prvenstvih pa srebrno medaljo v teku na 400 m leta 1987. Ob olimpijski zmagi je s sovjetsko reprezentanco postavila svetovni rekord v štafeti 4 x 400 m s časom 3:15,17, ki je aktualni svetovni rekord.